# 不在者
不在者（ふざいしゃ）とは、住所又は居所を去った者のことをいう（民法第25条第1項）。民法上の不在者と言えるためには、従来の住所又は居所から何らかの原因で離脱し、容易に復帰できないことまで必要とされる。

## 不在者財産管理制度
不在者は、自身の財産の管理を十分に行えない場合が多く、また不在者自身が管理人を選任しておいた場合であっても、生死不明の場合など本人による管理人に対する十分な監督行為が期待できない場合が多いため、民法において不在者財産管理制度が設けられ、利害関係人または検察官の請求により、家庭裁判所の監督の下で不在者財産管理人による不在者の財産の保護が図られる。検察官が請求権者となっているのは、不在者の財産管理は公益に大きく関わる問題であるからと解されている。民法では第25条から第29条、家事事件手続法では第145条から第147条に規定がある。なお、不在者に法律上当然にその財産を管理すべき者がいる場合には本制度の適用はない。

## 失踪宣告制度
不在者の生死が7年間明らかでない場合等、一定の法律要件を満たす場合には、不在者の親族など利害関係人は失踪宣告制度を利用することにより、不在者が関係する法律関係を清算することができる。この場合の不在者のことを講学上は特に失踪者と分類することがある。なお、不在者財産管理制度の請求権者には検察官が含まれているが（第25条第1項参照）、失踪宣告制度の請求権者には検察官は含まれていない（第30条第1項参照）。これは失踪者の親族が失踪者の帰還を待っているのに国家機関である検察官が失踪宣告を請求するのは不穏当であるからと解されている。